# Drosophila pachneissa
Drosophila pachneissa är en tvåvingeart som beskrevs av Léonidas Tsacas 2002. Drosophila pachneissa ingår i släktet Drosophila och familjen daggflugor.
Artens utbredningsområde är Madagaskar.